# هارموني (نيويورك)
هارموني (بالإنجليزية: Harmony, New York)‏ هي بلدة أمريكية تقع في الولايات المتحدة في مقاطعة تشاتاقوا، نيويورك. يقدر عدد سكانها بـ 2,206 نسمة ومساحتها 118.1 كم2 وترتفع عن سطح البحر 518 متر.